# Sāyer
Sāyer (persiska: بَرين, Barāyen, Barīn, براین, سایر) är en ort i Iran.   Den ligger i provinsen Golestan, i den norra delen av landet, 400 km öster om huvudstaden Teheran. Sāyer ligger 899 meter över havet och antalet invånare är 594.
Terrängen runt Sāyer är huvudsakligen kuperad, men söderut är den bergig. Runt Sāyer är det ganska glesbefolkat, med 39 invånare per kvadratkilometer. Närmaste större samhälle är Darjan, 4,8 km sydväst om Sāyer. Trakten runt Sāyer består till största delen av jordbruksmark.